# (4847) Amenhotep
(4847) Amenhotep ist ein Asteroid des Hauptgürtels, der am 24. September 1960 vom Forscherteam Cornelis Johannes van Houten und Tom Gehrels im Rahmen des Palomar-Leiden-Surveys entdeckt wurde.
Der Asteroid ist nach dem ägyptischen Pharao Amenhotep IV. benannt, der auch als Echnaton bekannt ist.